# Неолит
Неолит (од сложенице грч. νεολιθικός [neolithikós], νεο [neo] — „нов” и λίθος [líthos] — „камен”) или млађе камено доба, је период праисторије у коме је човек потпуно овладао производњом и употребом оружја и оруђа од глачаног камена, а пресудна је и израда грнчарије од печене земље, као и припитомљавање животиња и обрађивање земље, појава сталних урбаних и протоурбаних насеља и седелачки начин живота. Људи су живели у земуницама и сојеницама (куће на дрвеним стубовима у води). Друштво се делило на родове, братства и племена. Керамика се украшава, јавља се фигурална пластика и различити предмети култног карактера.
Људске заједнице нису истовремено савладале ову вештину. Оне које су раније почеле да користе боље оруђе брже су напредовале и ушле су у неолит пре оних које су и даље клесале камен. Најбрже су се развијала друштва на Блиском истоку. Тамо је млађе камено доба почело око 7000. године п. н. е. На централном Балкану неолит је почео тек око 5500. године п. н. е. Поред новог начина обраде камена и израде бољег ловачког оружја, човек неолита је усавршавао риболовни алат, научио да израђује глинено оруђе и направио први развој. Ипак, најважније од свега је било припитомљавање животиња и узгој дивљих житарица.
Чувени споменици који су сачувани из овог периода су мегалитски споменици, од којих је најпознатији Стоунхенџ у јужној Енглеској. Неки мисле да је то светилиште, а неки да је то нека врста прве опсерваторије.

## Протонеолит
Прелазно раздобље између мезолита (средњег каменог доба) и млађег каменог доба назива се протонеолит (грч. πρωτο [protos] — „први, предњи”).
Тада касни мезолитик не задржава изворне особине класичног мезолитика, већ се назире прелаз са скупљања и лова на производњу хране, као и припитомљавање животиња. Појава припитомљених животиња потврђена је археолошки у подручју Курдистана (Загроз планине), али нема доказа о узгоју биљака. Ипак одређени археолошки налази попут камених жрвњева и мужара, батова и брусева, јама за залихе и сл. свједоче о променама у привреди. Важан извор прехране постају самоникле житарице чија је постојбина управо у подручју Блиског и Средњег истока. Истовремено се јављају трагови првих трајних насеља који сугеришу седелачки начин живота (седентизам), што је видљиво у остацима боравишта, а такође га потврђују складиштење и чување хране, остаци флоре и фауне који показују на измену годишњих доба, те сахрањивање мртвих у склопу насеља.
Примери протонеолитичких заједница су Карим Шахир култура у подручју Курдистана (Загроз планине) и натуфијенска култура на подручју данашњег Израела и Јордана (10000—8300. п. н. е), за коју су карактеристична трајна насеља на отвореном: Ејнан, Јерихон и Бејда, али се још увек насељавају и пећине. То су делимично укопана боравишта кружне основе које имају доњи део од камена, горњи од трске и рогоза, а средишњи стуб носи кровну конструкцију. Смештене су око средишњег простора у којем је укопано више јама облепљених иловачом, а које су служиле за спремање залиха житарица. Натуфијенска култура у своме је простору појам нечег новог, а то је оснивање сеоских заједница и увођење житне ишране. Битно је нова друштвена категорија рурални живот са стандардизираним стамбеним елементима и дуготрајним боравком на једном мјесту кроз више генерација, дакле барем стотину година.
У Европи, протонеолитичком раздобљу припада култура Лепенског вира чије је привреда (лов и риболов) типично мезолитска, али седилачки начин живота у насељима ближе је млађем каменом добу.

## Преткерамичко млађе камено доба
Овим називом се обележавају заједнице које су у различитим деловима света досегле ниво млађег каменог доба у свим аспектима (привредним, друштвеном, духовном) осим у познавању керамичке производње.
Најпре је та појава уочена на Блиском истоку — преткерамички Јерихон А и Б, Чатал Хојук, Асикли Хојук, Чајону, Хакилар, Јармо — где врло стабилне климатске прилике почетком холоцена погодују развоју заједница које узгајају биљке и настављају с припитомљавањем животиња. Сличне појаве уочене су у Хирокитији (Кипар) и у грчкој Тесалији (тесалска преткерамика). Све ово доводи до пораста броја становника и стварања великих насеља, а на Блиском истоку и у Анатолији, и до почетака стварања градова.
Процеси се одвијају различито у појединим подручјима, али углавном обухваћају умерени појас Далеког истока и Америке, те особито активно средиште од Црног мора и Персијског залива до Нила, гђе се почињу узгајати пшеница, јечам, раж, просо, поједине махунарке, те лан и конопља, а од животиња (уз ранијег пса) удомаћују се овца, коза, свиња, говедо, дева и др. Већ у ранијим преткерамичким културама подижу се насеља градског типа (нпр. Јерихон), после и с богатим керамичким материјалом (Библос, Чатал Хојук и др.). Граде се земунице, али и надземне конструкције од плетера, сушене опеке и др. Усавршавају се оруђа и оружја, јављају се први украсни предмети посвећени култу.

## Теорија плодног полумесеца
Теорија плодног полумесеца била је заснована на идеји да је прва производња (односно пољопривреда) почела да се развија у широком луку од Леванта до Курдистана у Ираку, и јужно од Каспијског језера, одакле су културе продирале у остале делове света. Међутим, неолитске културе су се развијале независно у различитим деловима света и током различитог времена су почеле са узгајањем различитих биљака („плодни полумесец” — пшеница, јечам и махунасте биљке око 8000. године п. н. е, у Азији — пиринач и просо су доместификовани око 6000. године п. н. е, у Средњој Америци — кукуруз, кромпир око 7000. године п. н. е)
Верује се да је Јерихон, град на западној обали реке Јордан у Палестини најстарије насеље на земљи и да потиче из овог периода.
У Анадолији иницијална фаза култивације житарица и доместификација животиња документована је само на пет налазишта. То су Чајени, Ашикли Хијик, Џан Хасан III, Суберде, Хаџилир. Ови локалитети простиру се од реке Тигар до југозападне Анадолије и представници су прекерамичког неолита Анадолије.
Заједница која је насељавала Суберде бавила се искључиво ловом. У Џан Хасану немамо податке о бављењу сточарством, а у Ашикли Хијику нема података о земљорадњи.
Старија енеолитска насеља у Анадолији откривена су само у две области, у равници Коња (Чатал Хојик) и у киликијској равници (Мерсин). Културе Чатал Хијика и Мерсина међусобно се разликују и ни територијално ни културно се не повезују ни са једном прекерамичком културом Анадолије, тако да је порекло ових култура непознато.

## Неолитске културе у Европи
Култура ране линеарне керамике је израз неолитизације средње Европе.
Претпоставља се да ова култура није настала на једном месту. Постоји неколико различитих путева продора анадолско-медитеранског становништва, чији утицај доводи до неолитизације Подунавља, Балкана и Потисја. Ова популација је довела до појаве нових култура (линеарна керамика) у ненасељеним подручјима.
Главни керамички облици су зделе на високим постољима, сферичне и хемисферичне посуде, боце, велике хемисферичне посуде за складиштење.
Главни орнаментални мотиви су лукови, валовнице, двојне спирале, цик-цак линије и меандри из којих се касније развијају ромбоиди и мреже.
Култура ране линеарне керамике је запажена по својој специфичној орнаменталној техници глачања фине керамике. Украшавање грубе керамике барботином, финим урезима и отисцима прстију.
- Култура шнур керамике

## Неолит на подручју централног Балкана
На Балкану су најпознатија налазишта из овог периода су Лепенски вир који се налази на Дунаву између Голупца и Доњег Милановца, Старчево код Панчева и Винча — Бело брдо код Београда, а пронађени су и неки од првих рудника у Европи. Бакар се вадио код Мајданпека, а жива у Шупљој стени на Авали.
Поред ових налазишта у Србији је значајно налазиште код Дреновца кога називају неолитски мегалополис.
Носиоци ових култура су се бавили земљорадњом и сточарством, живели су у родовским заједницама, у насељима различите величине и трајања.

### Рано млађе камено доба
Прве неолитичке културе на подручју Хрватске су старчевачка култура и импресо-керамичка култура на јадранској обали и острвима.
Старчево, локалитет по којем је ова култура добила име, се налази у јужном Банату. Култура се одатле проширила на подручје Србије, до Косова на југу, источне и средње Славоније на западу те североисточне и средишње Босне где се додирује с импресо-керамичком културом. Основно обележје старчевачке културе су посуде кугластих и полукугластих облика грубе израде. Украшаване су пластичним налепцима, избочинама, отисцима нокта или прста. За фино посуђе је карактеристична сјајна црвена или окер површина која је украшена сликањем црвеном, црном, смеђом и белом бојом. Припадници ове културе живе углавном у земуницама. Међу најважнија налазишта спадају Вучедол крај Вуковара, Сарваш, Винковци, Пепелане и др.
Керамика импрессо културе такође је кугластог или полукугластог облика, црвеносмеђе боје. Украшавана је отискивањем руба или полеђине шкољке, пужа, прста или нокта по чему је и добила име. Носитељи ове културе станују у пећинама, а касније у насељима полукружног облика. Најважнија налазишта су Вела јама (Лошињ), Смилчић, Данило, Маркова пећина (Хвар).

### Средње млађе камено доба
У средњем млађем каменом добу долази до примене нове технологије у изради керамике. Уместо досадашњег оксидацијског начина печења (у присуству ваздуха) почиње се примењивати редукцијско печење тј, печење без присуства ваздуха. Због тога посуђе добија тамну, црну боју. Новост је и техника финог полирања посуђа које добија високи, готово метални сјај. Најважнији представник ових новина је винчанска култура (локалитет Винча — Бело брдо крај Београда).
Међутим, следом утицаја винчанске на старчевачку културу, ствара се сопотска култура. Боравишта су искључиво надземна, с подовима од набијене земље. Посуђе је углавном биконичног облика, а осим имитација винчанских украса (урезане траке испуњене убодима, глачање), стварају се и оригинални украси једноставних низова црта, цик-цак линије и сл. Старчевачку културу насљеђује кореновска култура, која припада средњоевропској култури линеарнотракасте керамике. Карактеристично је украшавање посуђа урезаним упоредним цртама.
У овом раздобљу на јадранској обали и острвима егзистира данилска култура (Данило, Вела јама (Лошињ), Вела пећина (Корчула), Брибир, Грапчева пећина (Хвар)). Фино керамичко посуђе тамне боје украшавано је различитим геометријским мотивима, спиралама, меандрима и сл. Иако се углавном становало у пећинама, нађени су остаци земуница и надземних колиба. Карактеристични су ритони — култне посуде на четири ноге, с високом прстенастом ручком.